# Mickey Gilley

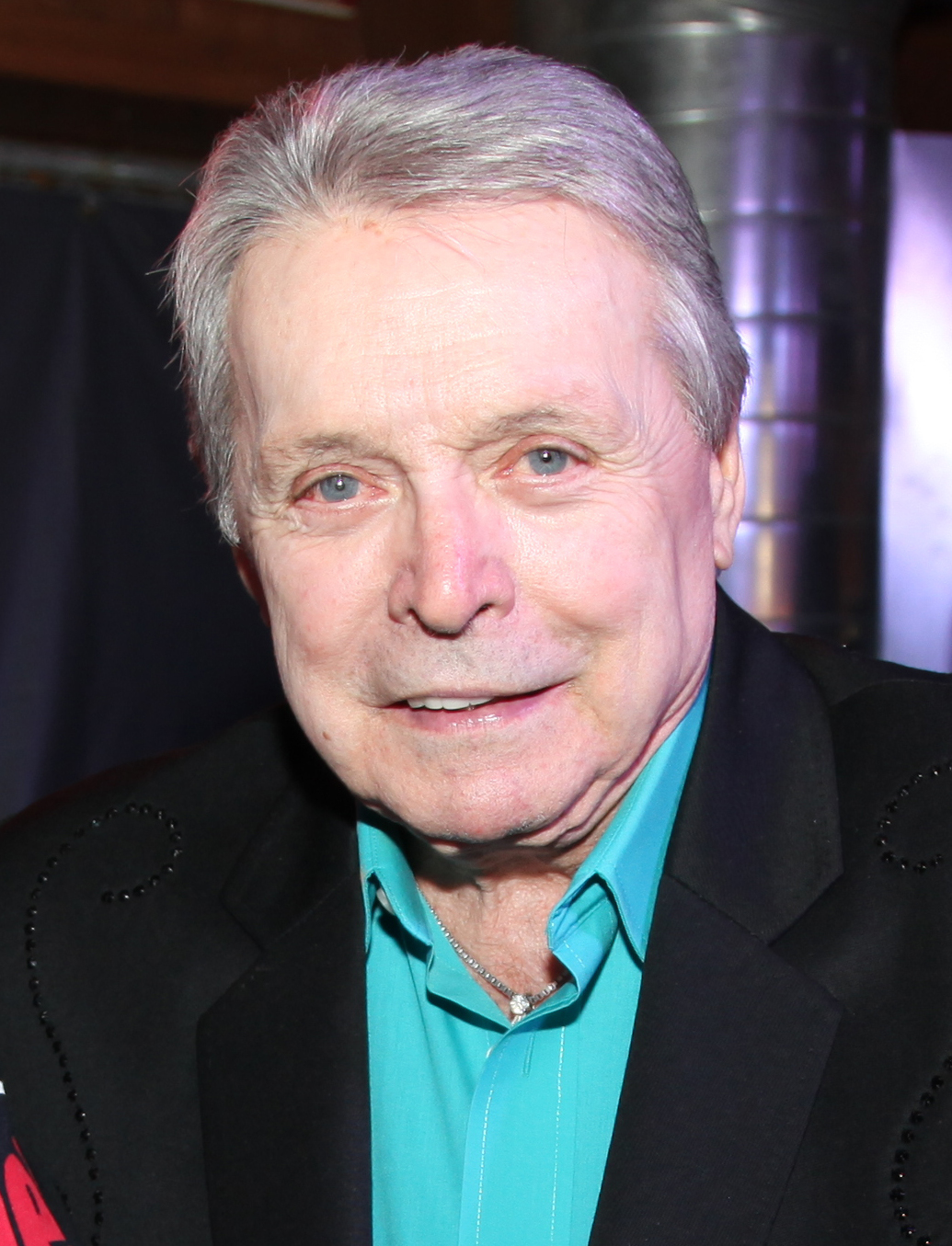
Mickey Gilley (2014)

Mickey Gilley (* 9. März 1936 in Natchez, Mississippi; † 7. Mai 2022 in Branson, Missouri) war ein US-amerikanischer Country-Sänger und Pianist, der ab Mitte der 1970er bis weit in die 1980er Jahre zu den erfolgreichsten Interpreten seines Genres gehörte. Er hatte 17 Nummer-eins-Hits in den Country-Charts. 1980 wurden er und seine Band mit einem Grammy ausgezeichnet.

## Leben

### Anfänge
Bereits als Kind musizierte er gemeinsam mit seinen Cousins Jerry Lee Lewis und Jimmy Swaggart. Bei Auftritten in Kirchen spielte man Gospel-Musik, auf Schulfesten Boogie Woogie. Er heiratete früh, brach die Schule ab und nahm einfache Jobs an. Nachdem Jerry Lee Lewis zu einem der größten Stars des Rock ’n’ Roll aufgestiegen war, beschloss Gilley, es ebenfalls als professioneller Musiker zu versuchen. Nach dem Vorbild seines berühmten Cousins spielte er einen vom Klavier dominierten Rock ’n’ Roll.
1957 erschien Gilleys Debütsingle Tell My Why / Ooh Wee Baby bei Minor Records, die sich aber nur lokal gut verkaufte. In den nächsten Jahren spielte er eine Vielzahl an Singles für kleinere Labels ein, die sich aber nicht in den Charts platzieren konnten. Eine Session für Sun Records 1958 brachte ebenfalls keine Ergebnisse, sodass Gilley sich ab Mitte der 1960er-Jahre Richtung Country orientierte. In der Clubszene von Texas und Louisiana erreichte er einen gewissen Bekanntheitsgrad, schaffte es aber nie, aus dem Schatten seines berühmten Cousins herauszutreten. Ein erster kleinerer Erfolg glückte ihm 1968 mit Now I Can Live Again.

### Karriere
1970 eröffnete er im texanischen Pasadena gemeinsam mit einem Partner Gilley's, einen Club riesigen Ausmaßes („The World's Biggest Honky Tonk“). Angeblich, um in der dortigen Jukebox eine eigene Single zu platzieren, wurde 1974 im eigenen Astro-Label die Coverversion eines alten George-Morgan-Hits, Room Full of Roses, eingespielt. Hugh Hefners Playboy-Label übernahm den Vertrieb. Zur allgemeinen Überraschung rückte der Song bis auf Platz eins der Country-Charts vor und erreichte sogar die Pop-Hitparade.
Es folgte eine lange Reihe weiterer Top-Hits. 1978 gab das Playboy-Label das Schallplattengeschäft auf und Gilley wechselte zu Epic. 1979 wurde der Film Urban Cowboy mit John Travolta gedreht, der die Country-Szene in den Blickpunkt des öffentlichen Interesses rückte. Die Schlüsselszenen des Films wurden im Gilley's Club gedreht, Gilley selbst bekam Gelegenheit zu Auftritten. Für kurze Zeit erreichte er den Status eines Superstars. Seine Single Stand By Me schaffte es im selben Jahr an die Spitze der Country-Charts, ebenso wie True Love Ways und That's All That Matters To Me. Er bekam eine eigene Radiosendung, Live from Gilley's und erhielt zahlreiche Auszeichnungen. 1980 wurden er und seine Band mit einem Grammy ausgezeichnet.
Sein Erfolg hielt bis Ende der 1980er Jahre an. Dann geriet er in finanzielle Schwierigkeiten und musste seinen Club aufgeben, der wenig später abbrannte. In Branson, Missouri, betrieb er ein Theater und später ein Café. Daneben setzte er sich für verschiedene Benachteiligte und Randgruppen ein, unter anderem für Hank Snows Child Abuse Fund. Im Sommer 2009 stürzte Gilley von einer Treppe. Danach war er teilweise gelähmt, sodass er zeitweise auf einen Rollstuhl angewiesen war. 2020 wurde in der Stadt Pasadena in Texas eine Straße nach ihm benannt, der Mickey Gilley Boulevard.

### Privatleben
Mickey Gilley war dreimal verheiratet. 1953, im Alter von erst 17 Jahren, heiratete er Geraldine Garrett. Aus der Ehe, die 1961 geschieden wurde, stammen zwei Söhne und eine Tochter. 1962 heiratete er Vivian McDonald, mit der er bis zu ihrem Tod 2019 verheiratet war. Aus der Ehe stammt ein Sohn. Im Juni 2020 trat er mit der Flugbegleiterin Cindy Loeb vor den Traualtar, mit der er bis zu seinem Tod verheiratet war. Er starb im Mai 2022 im Alter von 86 Jahren in Branson.

## Diskografie

### Alben
| Jahr | Titel                          | Höchstplatzierung, Gesamtwochen, AuszeichnungChartplatzierungen (Jahr, Titel, Platzierungen, Wochen, Auszeichnungen, Anmerkungen) | Höchstplatzierung, Gesamtwochen, AuszeichnungChartplatzierungen (Jahr, Titel, Platzierungen, Wochen, Auszeichnungen, Anmerkungen) | Anmerkungen        |
| Jahr | Titel                          | US | Country | Anmerkungen        |
| ---- | ------------------------------ | --- | --- | ------------------ |
| 1974 | Room Full of Roses             | — | Country1 (30 Wo.)Country |                    |
| 1975 | City Lights                    | — | Country1 (26 Wo.)Country |                    |
| 1975 | Mickey’s Movin’ On             | — | Country9 (20 Wo.)Country |                    |
| 1975 | Overnight Sensation            | — | Country4 (18 Wo.)Country |                    |
| 1976 | Gilley’s Smokin’               | — | Country4 (30 Wo.)Country |                    |
| 1977 | First Class                    | — | Country5 (15 Wo.)Country |                    |
| 1978 | Flying High                    | — | Country44 (4 Wo.)Country |                    |
| 1979 | The Songs We Made Love To      | — | Country49 (3 Wo.)Country |                    |
| 1980 | That’s All That Matters to Me  | US177 (3 Wo.)US | Country8 (72 Wo.)Country |                    |
| 1981 | You Don’t Know Me              | US170 (6 Wo.)US | Country19 (54 Wo.)Country |                    |
| 1981 | Christmas at Gilley’s          | — | Country34 (5 Wo.)Country |                    |
| 1982 | Put Your Dreams Away           | — | Country10 (27 Wo.)Country |                    |
| 1983 | Fool for Your Love             | — | Country20 (28 Wo.)Country |                    |
| 1983 | You’ve Really Got a Hold on Me | — | Country24 (26 Wo.)Country |                    |
| 1984 | It Takes Believers             | — | Country7 (34 Wo.)Country | mit Charly McClain |
| 1984 | Too Good to Stop Now           | — | Country34 (28 Wo.)Country |                    |
| 1985 | Live at Gilley’s               | — | Country53 (5 Wo.)Country |                    |
| 1985 | I Feel Good About Loving You   | — | Country40 (31 Wo.)Country |                    |
| 1986 | One and Only                   | — | Country40 (10 Wo.)Country |                    |
| 1989 | Chasing Rainbows               | — | Country52 (27 Wo.)Country |                    |

Weitere Alben
- 1964: Lonely Wine
- 1967: Down the Line
- 1978: Why Me, Lord
- 1979: Mickey Gilley
- 2003: Invitation Only
- 2016: Kickin’ It Down The Road
- 2018: Two Old Cats (mit Troy Payne)

### Kompilationen
| Jahr | Titel             | Höchstplatzierung, Gesamtwochen, AuszeichnungChartplatzierungen (Jahr, Titel, Platzierungen, Wochen, Auszeichnungen, Anmerkungen) | Höchstplatzierung, Gesamtwochen, AuszeichnungChartplatzierungen (Jahr, Titel, Platzierungen, Wochen, Auszeichnungen, Anmerkungen) | Anmerkungen |
| Jahr | Titel             | US | Country | Anmerkungen |
| ---- | ----------------- | --- | --- | ----------- |
| 1974 | At His Best       | — | Country49 (2 Wo.)Country |             |
| 1976 | Greatest Hits     | — | Country5 (26 Wo.)Country |             |
| 1978 | Greatest Hits 2   | — | Country30 (7 Wo.)Country |             |
| 1980 | Encore            | US— GoldUS | Country14 (49 Wo.)Country |             |
| 1982 | Biggest Hits      | US— GoldUS | Country39 (13 Wo.)Country |             |
| 1984 | Ten Years of Hits | — | Country56 (11 Wo.)Country |             |
| 1987 | Back to Basics    | — | Country48 (11 Wo.)Country |             |

Weitere Kompilationen
- 1978: At His Best 2
- 1981: Suburban Cowboy (Early Recordings)
- 1982: All My Best
- 2003: 16 Biggest Hits
- 2015: The Essential Mickey Gilley

### Singles
| Jahr | Titel Album                                                                | Höchstplatzierung, Gesamtwochen, AuszeichnungChartplatzierungen (Jahr, Titel, Album, Platzierungen, Wochen, Auszeichnungen, Anmerkungen) | Höchstplatzierung, Gesamtwochen, AuszeichnungChartplatzierungen (Jahr, Titel, Album, Platzierungen, Wochen, Auszeichnungen, Anmerkungen) | Anmerkungen        |
| Jahr | Titel Album                                                                | US | Country | Anmerkungen        |
| ---- | -------------------------------------------------------------------------- | --- | --- | ------------------ |
| 1968 | Now I Can Live Again                                                       | — | Country68 (6 Wo.)Country |                    |
| 1974 | Room Full of Roses                                                         | US50 (11 Wo.)US | Country1 (16 Wo.)Country |                    |
| 1974 | I Overlooked an Orchid Room Full of Roses                                  | — | Country1 (18 Wo.)Country |                    |
| 1974 | City Lights                                                                | — | Country1 (12 Wo.)Country |                    |
| 1975 | Window Up Above Mickey’s Movin’ On                                         | — | Country1 (15 Wo.)Country |                    |
| 1975 | Bouquet of Roses Overnight Sensation                                       | — | Country11 (13 Wo.)Country |                    |
| 1975 | Overnight Sensation                                                        | — | Country7 (13 Wo.)Country |                    |
| 1975 | Roll You Like a Wheel                                                      | — | Country32 (9 Wo.)Country | mit Barbi Benton   |
| 1976 | Don’t the Girls All Get Prettier at Closing Time Gilley’s Smokin’          | — | Country1 (16 Wo.)Country |                    |
| 1976 | Bring It On Home to Me Gilley’s Smokin’                                    | — | Country1 (14 Wo.)Country |                    |
| 1976 | Lawdy Miss Clawdy Gilley’s Smokin’                                         | — | Country3 (14 Wo.)Country |                    |
| 1977 | She’s Pulling Me Back Again First Class                                    | — | Country1 (17 Wo.)Country |                    |
| 1977 | Honky Tonk Memories First Class                                            | — | Country4 (14 Wo.)Country |                    |
| 1977 | Chains of Love First Class                                                 | — | Country9 (14 Wo.)Country |                    |
| 1978 | The Power of Positive Drinkin’ Flyin’ High                                 | — | Country8 (13 Wo.)Country |                    |
| 1978 | Here Comes the Hurt Again Flyin’ High                                      | — | Country9 (14 Wo.)Country |                    |
| 1978 | The Song We Made Love To                                                   | — | Country13 (15 Wo.)Country |                    |
| 1979 | Just Long Enough to Say Goodbye The Song We Made Love To                   | — | Country10 (13 Wo.)Country |                    |
| 1979 | My Silver Lining Mickey Gilley                                             | — | Country8 (14 Wo.)Country |                    |
| 1979 | A Little Gettin’ Used To Mickey Gilley                                     | — | Country17 (14 Wo.)Country |                    |
| 1980 | True Love Ways That’s All That Matters to Me                               | US66 (7 Wo.)US | Country1 (16 Wo.)Country |                    |
| 1980 | Stand by Me Urban Cowboy O.S.T.                                            | US22 (18 Wo.)US | Country1 (17 Wo.)Country |                    |
| 1980 | That’s All That Matters to Me                                              | — | Country1 (16 Wo.)Country |                    |
| 1981 | A Headache Tomorrow (Or a Heartache Tonight) That’s All That Matters to Me | — | Country1 (15 Wo.)Country |                    |
| 1981 | You Don’t Know Me                                                          | US55 (12 Wo.)US | Country1 (16 Wo.)Country |                    |
| 1981 | Lonely Nights You Don’t Know Me                                            | — | Country1 (18 Wo.)Country |                    |
| 1982 | Tears of the Lonely You Don’t Know Me                                      | — | Country3 (18 Wo.)Country |                    |
| 1982 | Put Your Dreams Away                                                       | — | Country1 (16 Wo.)Country |                    |
| 1982 | Talk to Me Put Your Dreams Away                                            | — | Country1 (18 Wo.)Country |                    |
| 1983 | Fool for Your Love                                                         | — | Country1 (18 Wo.)Country |                    |
| 1983 | Your Love Shines Through Fool for Your Love                                | — | Country5 (21 Wo.)Country |                    |
| 1984 | You’ve Really Got a Hold on Me                                             | — | Country2 (20 Wo.)Country |                    |
| 1984 | Candy Man It Takes Believers                                               | — | Country4 (18 Wo.)Country | mit Charly McClain |
| 1984 | The Right Stuff It Takes Believers                                         | — | Country14 (17 Wo.)Country | mit Charly McClain |
| 1984 | Too Good to Stop Now                                                       | — | Country5 (22 Wo.)Country |                    |
| 1985 | I’m the One Mama Warned You About Too Good to Stop Now                     | — | Country10 (17 Wo.)Country |                    |
| 1985 | You’ve Got Something on Your Mind I Feel Good About Lovin’ You             | — | Country10 (22 Wo.)Country |                    |
| 1985 | Your Memory Ain’t What It Used to Be I Feel Good About Lovin’ You          | — | Country5 (21 Wo.)Country |                    |
| 1986 | Doo-Wah Days One and Only                                                  | — | Country6 (19 Wo.)Country |                    |
| 1987 | Full Grown Fool Back to Basics                                             | — | Country16 (14 Wo.)Country |                    |
| 1988 | I’m Your Puppet Chasing Rainbows                                           | — | Country49 (8 Wo.)Country |                    |
| 1988 | She Reminded Me of You Chasing Rainbows                                    | — | Country23 (19 Wo.)Country |                    |
| 1989 | You’ve Still Got a Way with My Heart Chasing Rainbows                      | — | Country62 (5 Wo.)Country |                    |
| 1989 | There I’ve Said It Again Chasing Rainbows                                  | — | Country53 (8 Wo.)Country |                    |

Weitere Singles

### Gastbeiträge
| Jahr | Titel Album                             | Höchstplatzierung, Gesamtwochen, AuszeichnungChartplatzierungen (Jahr, Titel, Album, Platzierungen, Wochen, Auszeichnungen, Anmerkungen) | Höchstplatzierung, Gesamtwochen, AuszeichnungChartplatzierungen (Jahr, Titel, Album, Platzierungen, Wochen, Auszeichnungen, Anmerkungen) | Anmerkungen        |
| Jahr | Titel Album                             | US | Country | Anmerkungen        |
| ---- | --------------------------------------- | --- | --- | ------------------ |
| 1983 | Paradise Tonight Paradise               | — | Country1 (22 Wo.)Country | mit Charly McClain |
| 1985 | It Ain’t Gonna Worry My Mind Friendship | — | Country12 (17 Wo.)Country | mit Ray Charles    |